# Městský národní výbor

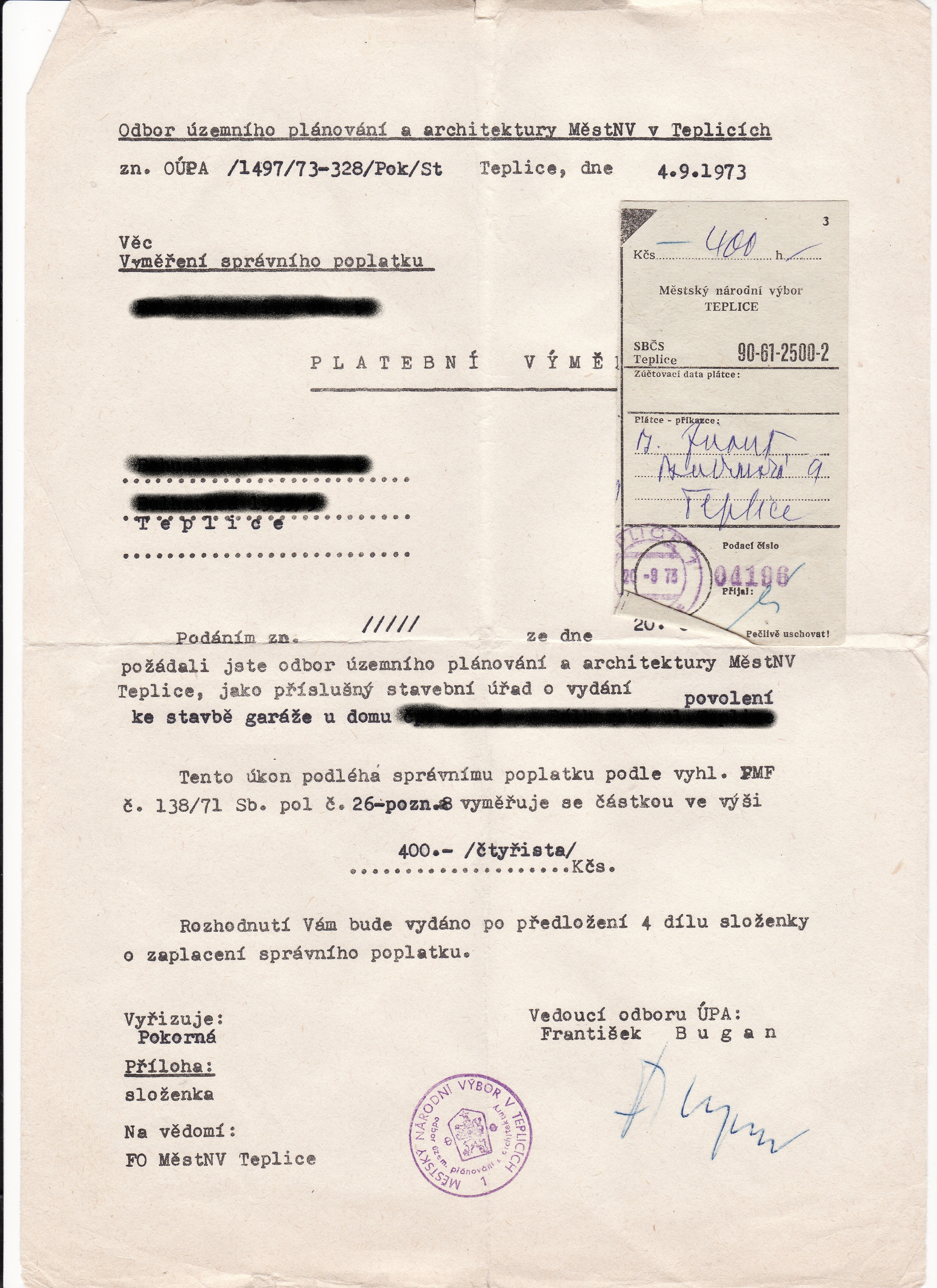
Platební výměra vyúčtovaná teplickým národním výborem.

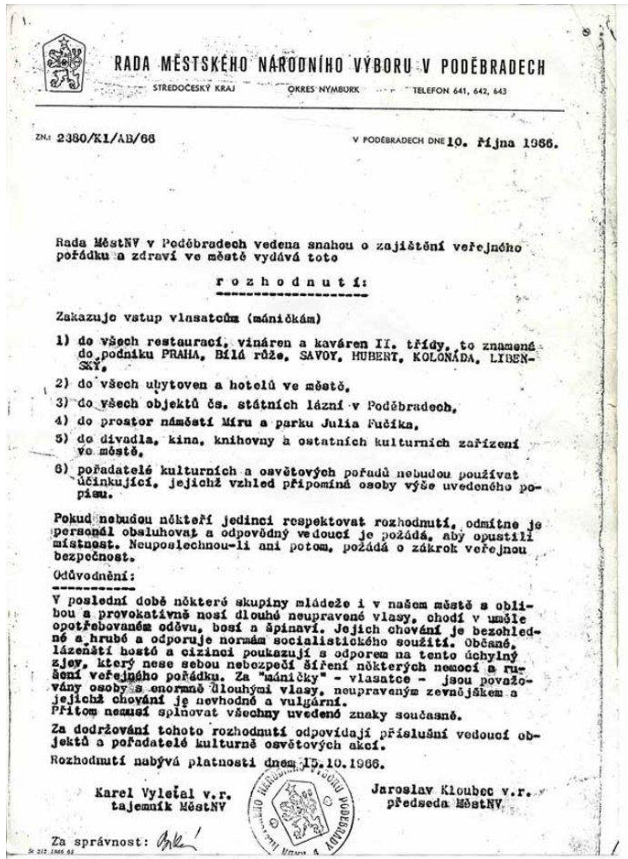
Rada městského národního výboru v Poděbradech: opatření proti tzv. "máničkám".

Městský národní výbor (MěNV nebo MěstNV) - ( na Slovensku MsNV, Mestský národný výbor) je označení národních výborů, které vykonávaly v Československu v letech 1945–1990 správu měst. Byly podřízené okresním národním výborům (ONV). 
V Praze však byl zřízen Národní výbor hlavního města Prahy (NVP) a byl postavený na úroveň krajským národním výborům. Podobně i v některých dalších velkých městech měly národní výbory vyšší pozici. 
V roce 1990 se městské národní výbory transformovaly na městské úřady a městská zastupitelstva, u statutárních měst na úřady města (později magistráty) a zastupitelstva města.

## Kategorie

### Od roku 1983
Městské národní výbory se od 1. ledna 1983 podle nového vymezení měst a obcí městského charakteru v § 10 novelizovaného zákona o národních výborech, rozdělovaly do několika kategorií. V první kategorii, mimo měst se zvláštním postavením, byla krajská města, další významná velká města se zvlášť rozvinutou hospodářskou, politickou, kulturní, sociální a správní činností a významná lázeňská města (stanovila je nařízením vláda). Ve druhé kategorii okresní města a další města, která byla významnými středisky osídlení a byla vybavena zařízeními a provozovnami pro zabezpečování služeb a potřeb svých obyvatel i jejich spádového území (určoval je krajský národní výbor).
| Kategorie                                                           | v ČSR | v SSR |
| ------------------------------------------------------------------- | ----- | ----- |
| hl. město Praha, hl. město SSR Bratislava                           | 1     | 1     |
| ostatní města se zvláštním postavením: Brno, Ostrava, Plzeň, Košice | 3     | 1     |
| města s MěNV 1. kategorie                                           | 23    | 9     |
| města s MěNV 2. kategorie                                           | 181   | 83    |
| obce městského charakteru s MěNV 3. kategorie                       | 224   | 30    |
| celkem                                                              | 432   | 124   |

Počty MěNV v Československu k 1. lednu 1983 (mezi 1. lednem 1983 a 1. lednem 1988 došlo k několika změnám v kategoriích u několika měst). Městy v první kategorii byly: Kladno, Mladá Boleslav, České Budějovice, Karlovy Vary, Mariánské Lázně, Ústí nad Labem, Děčín, Chomutov, Liberec, Most, Teplice, Hradec Králové, Pardubice, Gottwaldov, Jihlava, Prostějov, Frýdek-Místek, Havířov, Karviná, Olomouc, Opava, Přerov a Třinec.